# Divizia 18 Infanterie (1916-1918)
Divizia 18 Infanterie a fost o mare unitate de nivel tactic care s-a constituit la 27 august 1916, prin resubordonarea unor unități de rezervă din organica altor divizii de infanterie.:Anexa 10, p. 9
Divizia  a făcut parte din organica Armatei 3. La intrarea în război, Divizia 18 Infanterie a fost comandată de generalul de brigadă Alexandru Referendaru. Divizia a participat la acțiunile militare pe frontul românesc, în perioada: 14/27 august 1916 – 16/29 noiembrie 1916.

## Ordinea de bătaie la mobilizare
Divizia 18 Infanterie nu era prevăzută a se înființa la mobilizare. La declararea mobilizării, la 27 august 1916, Marele Cartier General a decis ca trupele aflate în acoperire pe Dunăre, la est de râul Olt să fie constituite într-o divizie de infanterie de sine stătătoare, în subordinea Corpului VI Armată, alături de Divizia 16 Infanterie, Divizia 2 Cavalerie și Brigada 2 Călărași. Corpul VI Armată era comandat de generalul de divizie Gheorghe Văleanu, eșalonul superior fiind Armata 3, comandată de generalul de divizie Mihail Aslan 
Ordinea de bătaie a diviziei era următoarea:

- Divizia 18 Infanterie

- Brigada 2 Mixtă

- Regimentul 2 Grăniceri
- Regimentul A Infanterie

- Batalionul IV/Regimentul 28 Infanterie
- Batalionul IV/Regimentul 62 Infanterie
- Batalionul IV/Regimentul 68 Infanterie

- 1 divizion de artilerie de 87 mm

- Brigada 3 Mixtă

- Regimentul B Infanterie

- Batalionul IV/Regimentul 8 Infanterie
- Batalionul IV/Regimentul 48 Infanterie
- Batalionul IV/Regimentul 49 Infanterie

- Regimentul C Infanterie

- Batalionul IV/Regimentul 10 Infanterie
- Batalionul IV/Regimentul 50 Infanterie
- Batalionul IV/Regimentul 72 Infanterie

- Batalionul IV/Regimentul 21 Infanterie
- 1 divizion de artilerie de 87 mm

- Regimentul 13 Artilerie
- 2 baterii de 57 mm

## Reorganizări pe perioada războiului
Pentru pregătirea  Operației de la Flămânda, Divizia 18 Infanterie a fost reorganizată, astfel::p. 193
- Divizia 18 Infanterie

- Brigada 44 Infanterie

- Regimentul A Infanterie

- Batalionul IV/Regimentul 28 Infanterie
- Batalionul IV/Regimentul 62 Infanterie
- Batalionul IV/Regimentul 68 Infanterie

- Regimentul B Infanterie

- Batalionul IV/Regimentul 8 Infanterie
- Batalionul IV/Regimentul 48 Infanterie

- Brigada 45 Infanterie

- Regimentul C Infanterie

- Batalionul IV/Regimentul 50 Infanterie
- Batalionul IV/Regimentul 72 Infanterie
- Batalionul IV/Regimentul 49 Infanterie

- Regimentul D Infanterie

- Batalionul IV/Regimentul 10 Infanterie

- Batalionul IV/Regimentul 21 Infanterie
- 3 divizioane de artilerie de 87 mm

- Escadron de cavalerie

În perioada octombrie-noiembrie 1916, după operația de la Flămânda și pe timpul Bătăliei pentru București, divizia a avut următoarea ordine de bătaie: ::p. 196
- Divizia 18 Infanterie

- Brigada 43 Infanterie

- Regimentul E Infanterie (3 batalioane de miliții)
- resturi din Regimentul 82 Infanterie
- Batalionul IV/Regimentul 4 Infanterie

- Brigada 44 Infanterie

- Regimentul A Infanterie

- Batalionul IV/Regimentul 28 Infanterie
- Batalionul IV/Regimentul 62 Infanterie
- Batalionul IV/Regimentul 68 Infanterie

- Regimentul 20 Infanterie

- Brigada 45 Infanterie

- Regimentul B Infanterie

- Batalionul IV/Regimentul 8 Infanterie
- Batalionul IV/Regimentul 48 Infanterie
- Batalionul IV/Regimentul 10 Infanterie

- Regimentul C Infanterie

- Batalionul IV/Regimentul 50 Infanterie
- Batalionul IV/Regimentul 72 Infanterie
- Batalionul IV/Regimentul 49 Infanterie

- Regimentul 26 Artilerie
- Regimentul 27 Artilerie
- Escadron de cavalerie

## Comandanți
Pe perioada desfășurării Primului Război Mondial, Divizia 18 Infanterie a avut următorii comandanți:
| Gradul             | Numele                | Perioada                           | Imagine |
| ------------------ | --------------------- | ---------------------------------- | ------- |
| General de brigadă | Alexandru Referendaru | 15 august 1916 - 16 noiembrie 1916 |         |